# تانسیزاروو
تانسیزاروو (انگلیسی: Tansyzarovo) یک شهرک در شهرستان بورایفسکی باشقیرستان کشور روسیه است.